# Schizocytheridae
Schizocytheridae is een familie van kreeftachtigen uit de klasse van de Ostracoda (mosselkreeftjes).

## Geslachten
- Acuminocythere Swain & Gilby, 1974
- Amphicytherura Butler & Jones, 1957 †
- Apateloschizocythere Bate, 1972 †
- Neomonoceratina Kingma, 1948 †
- Paraschizocythere †
- Spinoceratina Mostafawi, 1992